# Castro de Rei
Castro de Rei là một đô thị thuộc tỉnh Lugo trong vùng Galicia, phía bắc Tây Ban Nha. Đô thị này có diện tích là 176,9 ki-lô-mét vuông, dân số năm 2009 là 5685 người với mật độ 32,14 người/km². Đô thị này có cự ly km so với Tarragona.